# Confronto
Confronto (portugiesisch für Auseinandersetzung) war von 1999 bis 2016 bestehende, brasilianische Hardcore-Band aus dem Großraum Rio de Janeiro.

## Geschichte
Die Band wurde 1999 aus Überresten der Band Concave gegründet. Die Mitglieder stammen aus Baixada Fluminense und Petrópolis im Norden von Rio de Janeiro und teilten neben dem Interesse an Musik auch eines am Skateboarden.
Bereits im ersten Jahr ihres Bestehens trat die Band auf dem Verdurada auf, einem Straight-Edge-Festival in São Paulo. Durch die Labels Liberation und Corpse Fago Gravações, die Confrontos ersten Tonträger A Insurreição veröffentlichten, gelang es der Band, einen Platz als Vorgruppe einer Brasilientournee von Agnostic Front, Good Clean Fun, Garotos Podres, Nueva Etica und Heaven Shall Burn zu ergattern. Zum Album steuerten João Benedan (Ratos de Porão) und Carlos Lopes (ex-Dorsal Atlântica) Gesangsspuren bei.
Es folgten Tourneen durch Argentinien und Chile. Als erste brasilianische Hardcore-Band nach Point of No Return tourte Confronto auch in Europa. Die 2003 erschienene EP The Insurrection war eine um einen englischsprachigen Titel ergänzte Neuabmischung des Erstlingswerks, die durch das deutsche Label Circulation Records in Europa veröffentlicht und durch eine vierwöchige Tournee begleitet wurde. Eine weitere, zweieinhalb Monate dauernde Europatournee folgte 2005 nach der Veröffentlichung ihres Albums Causa Mortis. Das Album wurde außerdem durch Auftritte in Kolumbien und Ecuador beworben. Auf dem Quito Fest in Ecuador spielte Confronto 2011 vor 60.000 Zuschauern.
Gemäß ihrem Instagram-Profil hat sich die Band 2016 aufgelöst.
Sänger Felipe Chehuan ist seit 2008 als Sänger bei Norte Cartel tätig. In den 2010er-Jahren trat Bassist Eduardo Moratori als Testimonial für Fernandes Guitars auf.

## Stil
Confronto spielen mittelschnellen Hardcore mit Death-Metal-Einflüssen, auf dem 2013er-Album Imortal kommen Metalcore-Einflüsse hinzu. Die Website Metal-Rules.com bezeichnet die Musik der Band als „beeinflusst durch verschiedene Subgenres des Metal, ergänzt um Hardcore“.
Die Band ist dem Straight-Edge-Gedanken verhaftet; alle Mitglieder sind Vegetarier oder Veganer. Musikalisch wurde die Band bei ihrer Gründung maßgeblich durch US-amerikanischen New-School-Hardcore der 1990er-Jahre sowie durch Thrash-Metal-Bands wie Slayer, Sepultura oder Pantera geprägt. Textlich wenden sich Confronto, wie es bei Hardcore-Bands häufig vorkommt, primär gegen Unterdrückung, Ungerechtigkeit und „das Kapital“. Konkrete Themen sind beispielsweise Kritik am American Way of Life oder an der Ausbeutung von Kindern als billige Helfer in brasilianischen Agrarbetrieben, zudem beschreiben sie den Alltag in ihrer Heimatstadt Rio de Janeiro. Die meisten Texte der Band sind in Portugiesisch gehalten; lediglich auf The Insurrection und Immortal sowie auf einer Split-EP mit der US-amerikanischen Hardcore-Band Die Young finden sich auch englischsprachige Stücke.

## Diskografie
- 2001: A Insurreição (EP, Liberation/Corpse Fago Gravações)
- 2003: The Insurrection (EP, Circulation Records)
- 2003: Split-Album mit Children of Gaia (Liberation)
- 2004: Dedicated to the Fears (Split-Album mit Fall of a Season, Burning Season Records)
- 2005: Causa Mortis (Burning Season Records)
- 2008: Sanctuarium (Refoundation Records)
- 2010: 10 Anos de Guerra (DVD, Seven Eight Life Recordings)
- 2012: Split-EP mit In Other Climes (Spook Records)
- 2013: Split-EP mit Die Young (Vegan Records)
- 2013: Imortal (Urubuz Records)
- 2014: Split-EP mit In Other Climes (Spook Records)
- 2015: Immortal (Deadlight Entertainment)
- 2016: To the Dragons (EP, Deckdisc)